# Riserva biologica di Sooretama
La riserva biologica di Sooretama (in portoghese Reserva Biológica de Sooretama) è una riserva biologica situata nello stato di Espírito Santo, in Brasile.

## Storia
La superficie attualmente occupata dalla riserva è costituita da due aree, quelle sulle quali si trovavano rispettivamente il Parque de Refugio e Criação de Animais Silvestres Sooretama, di 12.250 ettari, e il Parque Estadual Barra Seca, di 10.000 ettari. Le due aree vennero unite a formare una riserva biologica il 20 settembre 1982. Successivamente è divenuta parte del Corridoio ecologico della Foresta Atlantica centrale, istituito nel 2002.
La riserva incorpora 27.858 ettari di Foresta Atlantica. È amministrata dall'Istituto Chico Mendes per la conservazione della biodiversità. Copre parte dei comuni di Jaguaré, Linhares, Vila Valério e Sooretama.

## Flora e fauna
La riserva biologica è una «riserva naturale integrale» (Categoria Ia della Classificazione internazionale delle aree protette della IUCN). Il suo scopo è quello di preservare la biocenosi della regione senza alcun tipo di interferenza umana. Ospita inoltre un gran numero di specie animali endemiche e specie di alberi proprie della Foresta Atlantica alte più di 30 m.
Tra le specie di uccelli qui presenti vi sono l'amazzone cigliarosse (Amazona rhodocorytha), la poiana collobianco (Buteogallus lacernulatus), il picchio collare nero (Celeus torquatus), il beccabacca testanera (Carpornis melanocephala), il tinamo zampegialle (Crypturellus noctivagus), l'hocco beccorosso (Crax blumenbachii), la cotinga fasciata (Cotinga maculata), lo scricciolo formichiero codafasciata (Myrmotherula urosticta), il formichiere sagittato (Myrmeciza ruficauda), il cuculo terragnolo culorossiccio (Neomorphus geoffroyi), il picchio verdeoro (Piculus chrysochloros), il parrocchetto guancebianche (Pyrrhura leucotis), il parrocchetto golablu (Pyrrhura cruentata) e il codasoffice striato (Thripophaga macroura).
Altre specie protette che vivono nella riserva sono l'aluatta bruna (Alouatta guariba), il callicebo mascherato (Callicebus personatus), l'armadillo gigante (Priodontes maximus), la lontra gigante (Pteronura brasiliensis), il puma (Puma concolor), il giaguaro (Panthera onca), il gatto tigre meridionale (Leopardus guttulus), l'ocelot (Leopardus pardalis), la formica Dinoponera lucida, lo scarabeo ercole (Dynastes hercules) e il pesce caraciforme Rachoviscus graciliceps.